# (7095) Lamettrie
Pour les articles homonymes, voir Lamétrie.
(7095) Lamettrie est un astéroïde de la ceinture principale.

## Description
(7095) Lamettrie est un astéroïde de la ceinture principale. Il fut découvert par Eric Walter Elst le 22 septembre 1992 à La Silla. Il présente une orbite caractérisée par un demi-grand axe de 3,05 UA, une excentricité de 0,106 et une inclinaison de 2,99° par rapport à l'écliptique.
Il fut nommé en hommage à Julien Offray de La Mettrie (1709-1751), médecin et philosophe français.

## Compléments